# الیرماه
الیرماه (به آلمانی: Allermöhe) یک سکونتگاه مسکونی در آلمان است که در برگدورف واقع شده‌است.

## خصوصیات
الیرماه ۱۵٬۱۴۳ نفر جمعیت دارد.